# KZD 85
Die KZD 85 (Kleinzieldrohne 1985) ist eine Drohne bzw. ein UAV (englisch unmanned aerial vehicle „unbemanntes Luftfahrzeug“), welche von den Farner-Werken, Grenchen entwickelt wurde. Heute ist die RUAG für die Wartung und Reparatur zuständig.
Die Kleinzieldrohnen KZD 85 wurden im Jahr 1985 von der Schweizer Luftwaffe für das Training der Fliegerabwehrtruppen (Flab) in total 60 Stück beschafft. Die Schweizer Luftwaffe war der einzige Betreiber der Drohne und hat am 
Ende noch rund 30 Stück im Einsatz. Die Drohnen dienen auf eine maximale Distanz von 2,5 km unter Sichtbedingungen als Ziele.

## Einsatz
Die Fliegerabwehrtruppen (Flab) verwenden die KZD für folgenden Waffen für Zielübungen:
- Mittleres Fliegerabwehrkanonensystem Oerlikon-35-mm-Flab-Kanone 63/90
- Leichtes Fliegerabwehrlenkwaffensystem Stinger

Die KZD 85 wurde eingesetzt, um den Richtschützen der 35-mm-Flab-Kanone vor dem Training im scharfen Schuss im Richtvorgang zu trainieren. Die Zielbekämpfung im scharfen Schuss wird auf einen Schleppsack hinter einer Pilatus PC-9 trainiert. Bei der Stinger wird die KZD verwendet, um mit dem Stinger launch simulator (STLS) den Start der Lenkwaffe zu üben. Bis zur Ausmusterung der 20-mm-Fliegerabwehrkanone 54 wurde die KZD 85 auch für diese Waffe zum Zielerfassungstraining verwendet. Es liefen Versuche, sie als „Kleinstzieldrohnen“ auch für das mobile Flab-Lenkwaffensystem Rapier einzusetzen.

## Funktion
Die Drohne wird vollautomatisch vom Katapult auf dem einachsigen Transportanhänger gestartet. Der Einachsanhänger beinhaltet nebst dem Katapult Platz für den Transport von vier zerlegten Drohnen sowie alle Werkzeuge und Gerätschaften, die für die Montage, den Start und den Flugbetrieb nötig sind. Die Drohne wird auf einen Katapult-Schlitten gesetzt und der Motor der Drohne wird mit einem Elektromotor – ähnlich einer Handbohrmaschine – auf die nötige Drehzahl gebracht. Nachdem der Benzinmotor die nötige Drehzahl erreicht hat und sämtliche Checks durchgeführt wurden, wird der Gummizug des Katapults mit einem im Anhänger eingebauten Elektrowindenmotor auf Spannung gebracht. Wenn der Drohnenpilot das Zeichen gibt, löst der Drohnenwart den Start aus. Die Drohne landet nach der Mission an einem Fallschirm, kann aber (gerade bei starkem Wind) auch eine Gleitlandung auf Gras oder Schnee ausführen.

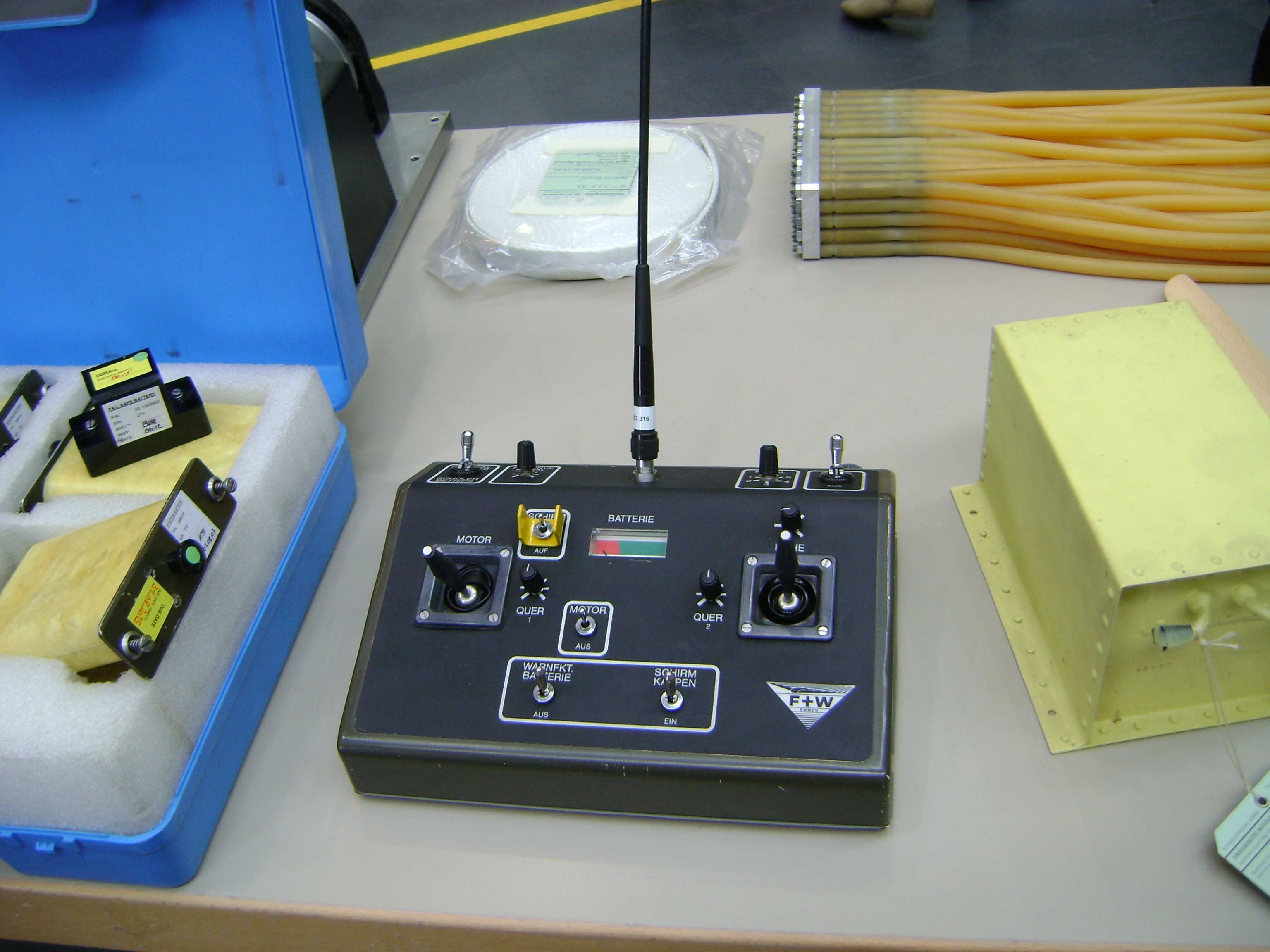
Fernsteuerung der KZD 85

Die Drohne kann für den Transport in die Hauptkomponenten Rumpf, Flügel, Seitenleitwerk und Höhenruder zerlegt werden. Sie besteht aus Aluminium, der Motor stammt ursprünglich von einer benzinbetriebenen Kettensäge. Im Inneren der Drohne befinden sich nur die für die Steuerung in drei Achsen notwendigen Komponenten sowie die Schubregelung und die Auslösung für den Fallschirm und der Fallschirm selbst. Die Drohne verfügt über keinerlei Sensoren und Aufzeichnungsgeräte sowie über kein GPS und keinen Transponder. „Geschossen“ wird auf die Drohne nur auf Sicht. Die Zieltreffer des Lasers werden durch die Reflexionsflächen der Drohne zurückgespiegelt und von der entsprechenden Apparatur beim Schützen ausgewertet.
Die Drohne wurde Ende Oktober 2022 ausser Dienst gestellt. Bisher ist kein Nachfolgesystem vorgesehen.